# Алекса Челебоновић
Алекса Челебоновић (Лозана, 29. децембар 1917 — Београд, 26. мај 1987) био је српски сликар, ликовни критичар, историчар уметности и професор Универзитета у Београду.

## Биографија
Дипломирао је на Правном факултету у Београду 1941. године, сликарство је најпре приватно учио код Јована Бијелића а потом у Фиренци (Accademia di belle arti). Први пут је излагао 1934. године у Београду. Био је члан групе „Десеторо“ са којом је 1940. године излагао у Загребу и Београду. Рат је провео у избеглиштву у Италији и Швајцарској, а после ослобођења враћа се у Београд када ради у Црвеном крсту Југославије, Савезу ликовних уметника Југославије (СУЛУЈ), Графичкој индустријској школи, Секретаријату за културу СР Србије, Издавачком заводу „Југославија“ (као главни уредник и директор). Самостално је излагао у Београду (1957) и Новом Саду (1959). Бавио се и педагошким радом: био је професор по позиву на Факултету примењених уметности (1976-1985) и Филозофском факултету - група за Историју уметности (1985-1987) у Београду. Био је члан и секретар Удружења ликовни уметника Србије (УЛУС). Био је оснивач, секретар (1954-1953) и председник (1963-1965) југословенске секције Међународног удружења уметничких критичара (AICA). Био је оснивач и први управник Југословенског тријенала ликовних уметности (1961), као и комесар југословенских селекција на бијеналима у Венецији (1958, 1964, 1966) и Сао Паолу (1957, 1961, 1969). Организовао је изложбе српске и југословенске уметности у земљи и иностранству.
Критике, предговоре изложбених каталога, студије и књиге почиње да објављује од 1939. године. Сарадник је бројних новина и часописа: „Борба“, „Књижевне новине“, „Политика“, „НИН“, „Дело“, „Књижевност“, „Уметност“ и др. Значајне текстове о српској и југословенској уметности публиковао је и у иностраним часописима. Написао је неколико књига о ликовним уметностима од који су неке објављене и у иностранству.
Млађи је брат знаменитог српског сликара Марка Челебоновића (1902–1986).

## Сликарска група „Десеторо“
Сликарска група „Десеторо“ је заједнички излагала 1940. године у Београду и Загребу. Групу су сачињавали: Даница Антић, Боривој Грујић, Никола Граовац, Душан Влајић, Миливој Николајевић, Јурица Рибар, Љубица Сокић, Стојан Трумић, Алекса Челебоновић и Богдан Шупут. Иако по свом саставу хетерогена, група се састојала од 2 жене и 8 мушкараца, било је ту академских сликара, интелектуалаца са факултетским образовањем, али и сликара по вокацији, припадали су разним друштвеним слојевима од радништва до буржоазије. Заједничко овој групи је било то што су сви били сликари и ђаци Јована Бијелића. Неки од ових уметника су страдали у Другом светском рату, а они који су преживели били су значајни ликовни ствараоци у послератном периоду.

## Књиге (избор)
- 1953. Јурица Рибар 1918-1943, (коаутор), УЛУС, Београд
- 1960. За приступ уметности, Рад, Београд
- 1959. Душан Влајић, ед. Сликари и вајари, Просвета, Београд (друго издање 1965)
- 1965. Савремено сликарство у Југославији, Југославија, Београд (истовремено објављена и на енглеском и француском 1966)
- 1970. Војислав Јакић, (коаутор), Багдала, Крушевац (истовремено објављена и на енглеском и француском)
- 1974. Стара Грчка: естетски приступ архитектури, скулптури и сликарству, Југославија, Београд, и Državna založba Slovenije, Ljubljana
- 1974. Улепшани свет: сликарство буржоаског реализма од 1860. до 1914, Југославија, Београд, (објављена као посебна издања и у Њујорку, Лондону, Паризу, Милану, Берлину, Амстердаму, а у Букурешту 1982)
- 1987. Иза облика, Нолит, Београд

## Предговори каталога (избор)
- 1957. Јован Бијелић, (ретроспективне изложбе), Уметнички павиљон, Београд
- 1957. Gravures de France Mihelič, 4th bienal, Sао Paolo
- 1958. XXIXeme Biennale de Venise, Pavillion Yougoslave, Venecija
- 1961. I тријенале ликовних уметности, Београд
- 1961. 6th bienal, Yugoslavia 1961, Sао Paolo
- 1962. Стојан Ћелић, Галерија сувремене умјетности, Загреб
- 1962. Апстрактни пејзаж, Галерија Културног центра, Београд
- 1962. Нови облици надреализма и 'релационизма', Галерија Културног центра, Београд
- 1963. Бранко Ружић, Галерија сувремене умјетности, Загреб
- 1964. Јован Кратохвил, Салом Модерне галерије, Београд
- 1964. Фантастика у цртежима савремених београдских уметника, Галерија Културног центра, Београд, Кабинет графике Југославенске академије, Загреб, Местна галерија, Љубљана
- 1964. XXXIIe Biennale de Venise, Pavillion Yougoslave, Venecija
- 1965. Јурица Рибар, (ретроспективна изложба), Галерија ликовни умјетности, Осијек
- 1966. Скултпуре Војислава Јакића, Галерија Културног центра, Београд
- 1966. XXXIIIe Biennale de Venise, Pavillion Yougoslave, Venecija
- 1967. Мило Милуновић 1897-1967, (ретроспективна изложба), Галерија Културног цантра, Београд
- 1968. Младен Србиновић, Салон Музеја савремене уметности, Београд
- 1969. Миодраг Б. Протић, Салон Музеја савремене уметности, Београд
- 1969. 10th bienal, Sао Paolo
- 1970. Група 'Десеторица', Уметнички павиљон Цвијета Зузорић, Београд
- 1972. Марино Тартаља, Галерија САНУ, Београд
- 1972. Недељко Гвоздновић, Салон Ликовне јесени, Сомбор
- 1972. Љубица Сокић, Мала галерија, Зрењанин
- 1976. Александар Луковић, (ретроспективна изложба), Савремене галерија Уметничке колоније 'Ечка', Зрењанин
- 1976. Александар Зарин, Народни музеј, Ниш
- 1978. Љубица Сокић 1937-1977, (ретроспективна изложба), Уметнички павиљон Цвијета Зузорић, Београд
- 1979. Графика Зорана Мушича, Уметнички павиљон Цвијета Зузорић, Београд
- 1979. Мића Поповић, Уметнички павиљон Цвијета Зузорић, Београд
- 1983. Zoran Pavlović, Galerie de l'Hôtel-de-Ville, Genèneve
- 1984. Чедомир Васић, Галерија Културног центра Радничког универзитета, Нови Сад
- 1982. Марко Челебоновић, Уметнички павиљон Цвијета Зузорић, Београд
- 1985. Габријел Ступица, Галерија Себастијан, Београд
- 1985. Марица Прешић, Галерија 73, Београд, Умјетнички павиљон, Титоград
- 1985. Нандор Глид, Галерија 'Роман Петровић', Сарајево
- 1986. Милун Митровић, (ретроспективна изложба), Уметнички павиљон Цвијета Зузорић, Београд
- 1986. Ђорђе Бошан 1918-1984, (ретроспективна изложба), Уметнички павиљон Цвијета Зузорић, Београд

## Есеји и критике (избор)
- 1939. О Полу Сезану, Млада култура, бр. 1, 3. март. стр. 55-56, Београд
- 1939. Изложбе, Млада култура, бр. 1, 3. март. стр. 62-64, Београд
- 1939. Изложба француског сликарства XX века, Млада култура, бр. 2, 7. април. стр. 144-151, Београд
- 1950. Сликарски пут Јурице Рибара, Младост, бр. 2-3, 27. октобар, сКурзиван текст. 209-214, Београд
- 1951. Никола Граовац, Књижевне новине, 12. октобар, Београд
- 1951. Бора Барух, Књижевне новине, 27. октобар, Београд,
- 1952. Скулптуре Петра Палавичинија, Борба, 29. април, Београд
- 1952. Југословенски павиљон на Бијеналу у Венецији, Борба, 5. октобар, Београд
- 1953. Изложба Богољуба Јовановића, Борба, 8. јануар, Београд
- 1953. Сретен Стојановић, Борба, 16. април, Београд
- 1953. Изложба групе Exat 51, Архитектура, бр. 6. стр. 40-41, Београд, Борба, 2. април, Београд
- 1953. За ширу естетску анализу српског сликарства XVII и XIX века, Борба, 28. септембар, Београд
- 1954. Душан Џамоња, Борба, 15. април, Загреб, Борба, 18. април, Београд
- 1954. Фигуративна уметност - апстрактна уметност, Борба, 24. октобар, Београд
- 1955. Мића Поповић, Борба, 20. фебруар, Београд
- 1955. Борис Анастасијевић, Књижевност, бр. 5. стр. 437, Београд
- 1956. Lubarda, le peintre du roc, Prisme, No 5. стр. 26-27, Paris
- 1956. Миодраг Б. Протић, Књижевне новине, 16. април, Београд
- 1956. Савремена уметност у САД, Књижевне новине, 22. јули, Београд
- 1957. Стварност, идеје и уметност, Политика, 1-3. јануар, Београд
- 1957. Децембарска група, НИН, 29. децембар, Београд
- 1958. Положај ликовне критике, Политика, 5. јануар, Београд
- 1958. Аутентичност и оригиналност, Политика, 1-4. мај, Београд
- 1959. 'Модернизам' и друштво, НИН, 1. јануар, Београд
- 1959. Амерички облици. Нови небодери, НИН, бр. 449, Београд
- 1960. Откуп уметничких дела, Комунист, 17. март, Београд
- 1965. Дањанови симболи, Уметност, бр. 1. стр. 94-103, Београд
- 1965. Нови облици у послератном сликарству, Уметност, бр. 2. стр. 5-17, Београд
- 1968. Лепенски Вир, Књижевност, бр. 2. стр. 175-179, Београд
- 1968. Чудне кутије Војислава Јакића, Багдала, бр. 108-110. стр. 2, Крушевац
- 1969. Скупови у делима Бранка Ружића, Књижевност, бр. 6. стр. 614-616, Београд
- 1969. Пикурални идеограми Стојана Ћелића, Књижевност, бр. 7. стр. 86-87, Београд
- 1970. Видови савремене фигурације (у југословенском сликарству), Књижевност, бр. 7. стр. 61-67, Београд
- 1972. Љубица Сокић: слике 1962-1972, Књижевност, бр. 2. стр. 571-572, Београд
- 1973. Помпијерска уметност - кич или уметнички покрет, Уметност, бр. 35. стр. 23-28, Београд
- 1984. Сава Шумановић, Политика, 27. април, Београд
- 1987. Радомир Дамњановић Дамњан, Књижевне новине, 1. јануар, Београд